# Ljubotići
Ljubotići – wieś w Bośni i Hercegowinie, w Federacji Bośni i Hercegowiny, w kantonie zachodniohercegowińskim, w mieście Široki Brijeg. W 2013 roku liczyła 871 mieszkańców, z czego większość stanowili Chorwaci.